# General do Exército

Distintivo de general do Exército (general of the Army) dos Estados Unidos.

General do Exército é a mais alta patente de oficial general, nas forças armadas de alguns países. O título da patente refere-se ao fato de, em teoria, um general do Exército exercer o comando da totalidade do exército nacional do seu país.
A patente de general do Exército é equivalente à patente de marechal da maioria dos outros países, sendo normalmente, apenas concedida como título honorífico a certos generais, como recompensa de altos serviços prestados em situações de guerra. Normalmente, a patente é criada quando, por razões políticas, se deseja evitar a criação de uma patente de marechal.
A patente de general do Exército não deve ser confundida com a de general de exército existente em outros países. Esta última patente corresponde, em teoria, apenas a um oficial general responsável pelo comando de um exército individual (divisão de um exército nacional composta por vários corpos de exército). Já a patente de general do Exército corresponde a uma de um oficial general que comanda a totalidade de um exército nacional.